# Kennedy Approach
Kennedy Approach è un videogioco di simulazione del controllore del traffico aereo, programmato da Andy Hollis e pubblicato dalla MicroProse nel 1985 per il computer Commodore 64 e poi convertito per Atari 8-bit, Atari ST e Amiga. L'aeroporto a cui si riferisce il titolo è l'Aeroporto internazionale John F. Kennedy nelle vicinanze di New York.
Kennedy Approach è stato il primo gioco che ha sfruttato un sintetizzatore vocale, della Electronic Speech Systems.
Esiste un remake amatoriale di Kennedy Approach che funziona direttamente in una finestra di Windows, aggiornato al 2009.

## Modalità di gioco
Il gioco consiste nel far atterrare e decollare gli aerei in ordine e nel corretto corridoio di volo, senza che si scontrino uno con l'altro.
Sullo schermo appaiono gli aerei in arrivo e in partenza, ordinati per lettera. Per prendere contatto con un aereo bisogna premere la lettera corrispondente, con i tasti freccia alzare o abbassare l'aereo alla quota e nella direzione desiderata, poi premere il tasto Enter.
A volte una perturbazione atmosferica, molto lenta, impedisce il normale traffico aereo, bisogna fare in modo che gli aerei aggirino la perturbazione atmosferica, altrimenti si schiantano dentro. Alcuni aeroporti sono circondati da montagne, in questo caso bisogna tenersi almeno a 4000 piedi d'altezza.
Esistono tre tipi di aereo, aerei da turismo Cessna, che si muovono a lenta velocità, aerei di linea Jumbo 747, a velocità normale, due volte più veloci del Cessna e aerei di linea Concorde, molto veloci, due volte più veloci del 747. 
Si può scegliere fra cinque zone aeroportuali, di difficoltà crescente, nelle città di Atlanta, Dallas, Denver, Washington e New York. In alcune zone esistono più aeroporti che bisogna gestire contemporaneamente, per evitare ritardi.
A seconda della propria abilità, ci si può inserire a livello di principiante (trainee), nel quale si lavora alle ore 1,50 in piena notte, camposanto (graveyard), alle 4,50 del mattino, pomeriggio (afternoon), nel quale si lavora alle 13,45 del pomeriggio, mattinata (morning), alle 8,45, prima serata (prime time) alle ore 17,40.
Esistono quattro compagnie aeree nel gioco,  l'American Airlines, Delta Air Lines, United Airlines, Air France.
Il programma dopo dieci minuti o un quarto d'ora, di attività positiva esce e propone un avanzamento di carriera e di stipendio.
Se si sbaglia e un aereo scontra con un altro, o cade sulle montagne o nella bufera o per mancanza di carburante o esce ad una altitudine errata o verso una destinazione errata, la carriera viene troncata e il licenziamento si annuncia con la fine del gioco.
Nella versione rifatta per Windows, sono state programmate molte nuove opzioni: sono stati aggiunti altri aeroporti; ogni aereo porta la sigla di provenienza e di destinazione, viene visualizzata la direzione che si sta scegliendo, nel tabellone le sigle degli aerei sono colorate a seconda del proprio status.

## Confezione
La confezione per Commodore 64 è una scatola di cartone duro che si presenta in diverse versioni: una inglese, di colore verde, contenente un floppy disk o una cassetta a nastro e una americana, contenente un floppy disk.
Nella scatola sono contenuti inoltre un manuale in lingua inglese, un foglio contenenti istruzioni sul caricamento e sulla risoluzione dei problemi. Si trova inserita una cartolina per registrare la garanzia.
Il manuale in lingua inglese comprende una presentazione (Overview), la scelta delle opzioni, i codici di accesso alla torre di controllo, le procedure operative standard, le comunicazioni con gli aerei, il controllo del traffico aereo, le caratteristiche della simulazione del controllo di volo, le restrizioni di volo, la valutazione del controllore, l'elenco degli aeroporti, la terminologia.